# Ålhults urskog
Ålhults urskog är ett naturreservat i Västerviks kommun i Kalmar län.
Området är naturskyddat sedan 1984 och är 29 hektar stort. Reservatet består av grova barrträd, till stor del nedfallna efter stormen Gudrun 2005 och stormen Per 2007.